# Нуньйомораль
Нуньйомораль (ісп. Nuñomoral) — муніципалітет в Іспанії, у складі автономної спільноти Естремадура, у провінції Касерес. Населення — 1436 осіб (2010).
Муніципалітет розташований на відстані близько 220 км на захід від Мадрида, 100 км на північ від Касереса.
На території муніципалітету розташовані такі населені пункти: (дані про населення за 2010 рік)
- Асейтунілья: 95 осіб
- Асегур: 118 осіб
- Сересаль: 141 особа
- Фрагоса: 175 осіб
- Ель-Гаско: 131 особа
- Мартіландран: 147 осіб
- Нуньйомораль: 312 осіб
- Рубіако: 87 осіб
- Вегас-де-Корія: 230 осіб

## Демографія
Динаміка населення (INE ):